# کانال توربو

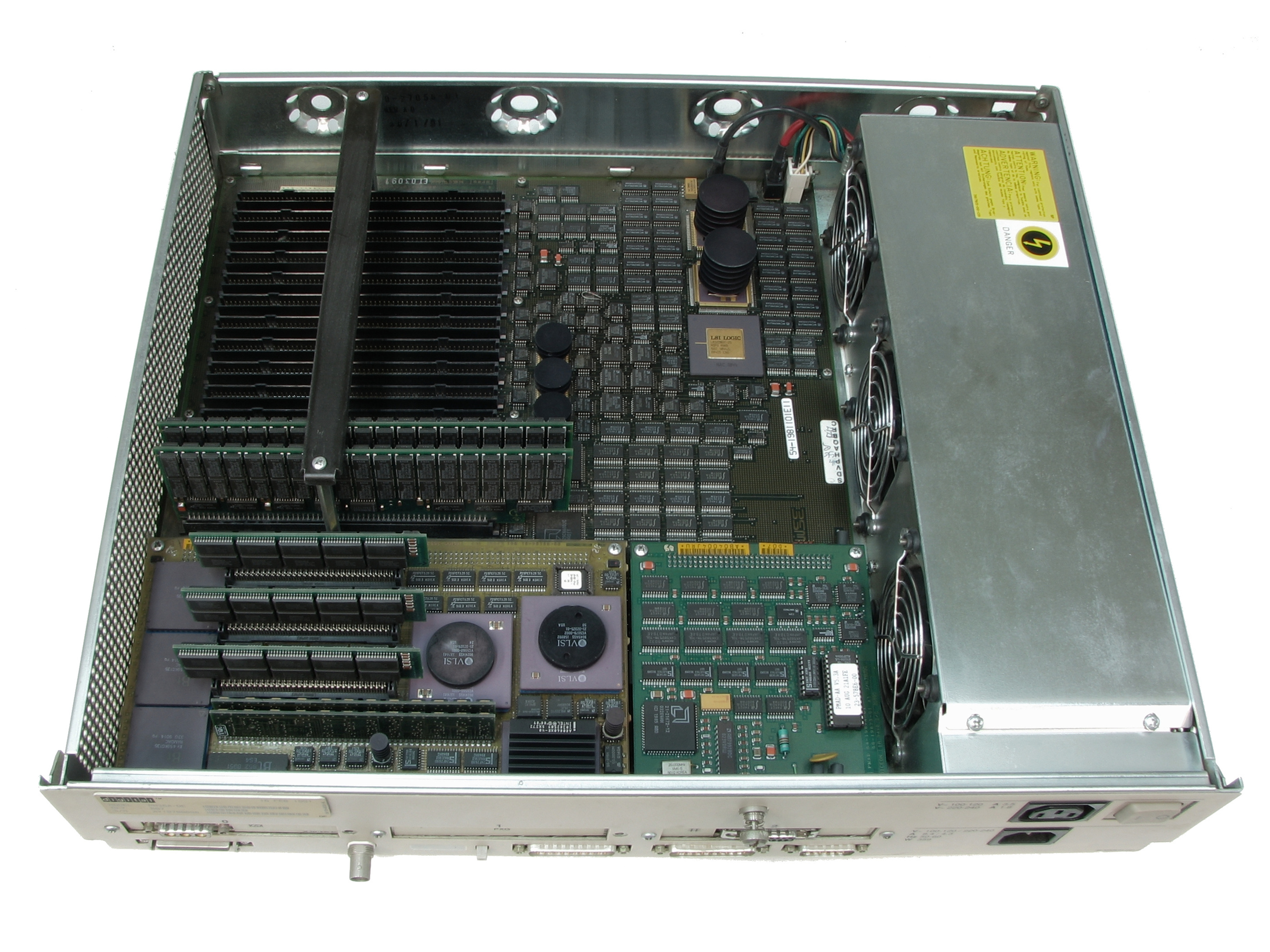
DECstation 5000/200 بدون پوشش بالایی

کانال توربو (به انگلیسی: TURBOchannel) یک گذرگاه در کامپیوتر باز است که توسط DEC در اواخر دهه ۱۹۸۰ و اوایل دهه ۱۹۹۰ توسعه یافت. اگرچه استفاده از آن برای بقیه برای پیاده‌سازی در سیستم‌های خود آزاد بود، اما بیشتر در سیستم‌های خود شرکت DEC مورد استفاده قرار گرفت مانندDECstation مبتنی بر MIPS و سیستم‌های DECsystem، در VAXstation 4000، و در DEC 3000 AXP مبتنی بر آلفا. شرکت DEC در اواخر سال ۱۹۹۴ با معرفی سیستم‌های AlphaStation و AlphaServer خود، استفاده از کانال توربو را به نفع گذرگاه‌های EISA و PCI کنار گذاشت.

## تاریخچه
کانال توربو در اواخر دهه ۱۹۸۰ توسط DEC توسعه یافت و در اوایل دهه ۱۹۹۰ به‌طور مداوم توسط گروه صنعتی TURBOchannel بازسازی شد. کانال توربو از ابتدا یک گذرگاه باز بوده‌است که اجزای آن بعد از پرداخت هزینه اولیه برای بازسازی توسط شخص ثالث، به صورت عمومی در دسترس بود. ACE(محیط محاسبات پیشرفته) کانال توربو را برای استفاده به عنوان گذرگاه استاندارد صنعتی در ماشین‌های سازگار با ARC (محاسبات پیشرفته RISC) انتخاب کرد. دیجیتال در ابتدا انتظار داشت که کانال توربو به دلیل وضعیت آن به عنوان یک استاندارد ARC مورد قبول صنعت قرار گیرد، اما در نهایت خود DEC تنها کاربر اصلی کانال توربو در سیستم‌های DEC 3000 AXP , DECstation 5000 Series , DECsystem و VAXstation 4000 بود. در حالی که هیچ شخص ثالثی کانال توربو را در سیستم‌ها پیاده‌سازی نکرد، DEC بعضی از ماژول‌های کانال توربو را برای سیستم‌هایش پیاده‌سازی کرد.
اگرچه توسعه‌دهنده اصلی کانال توربو گروه صنعتی TURBOchannel بود، برنامه TRI/ADD شرکت DEC نیز در ترویج پیاده‌سازی و فروش کانال توربو نقش مهمی داشت. برنامه TRI/ADD، یک ابتکار برای ارائه پشتیبانی فنی و بازاریابی به اشخاص ثالثی که تجهیزات جانبی را بر اساس روابط باز(open interfaces) مانند FutureBus+, SCSI, VME و TURBOchannel برای سیستم‌های DEC پیاده‌سازی می‌کنند، بود. برنامه TRI/ADD در ۱۵ دسامبر ۱۹۹۲ در همه کشورها به جز ژاپن متوقف شد.
در اوایل دهه ۱۹۹۰، Digital انتظار داشت که کانال توربو وارد رقابت جدی با گذرگاه‌های دیگر از شرکت‌های دیگر مانند HP, Sun و IBM مواجه شود و بنابراین اعلام کرد که قصد دارد مشخصات کانال توربو موجود را با استفاده از سخت‌افزار مشابه به روز کند تا به آن اجازه انتقال تا ۲۰۰ مگابایت بر ثانیه را بدهد. این ارتقاء ابتدا قرار بود با نسخه قبلی سازگار باشد، اما DEC پس از مدتی به‌روزرسانی مورد نظر را لغو کرد و خود کانال توربو را در پایان سال ۱۹۹۴ پس از شکست خوردن از PCI کنار گذاشت.

## سخت‌افزار
ماژول‌های کانال توربو از یک اتصال دهنده 96-DIN pin (مخصوصاً DIN 41612) و ماژول‌های نصب شده در ماژول سیستم استفاده می‌کنند. هر ماژول می‌تواند عرض تکی، دوتایی یا سه تایی داشته باشد. اگرچه عرض‌های دوتایی و سه تایی از بیش از یک اتصال دهنده کانال توربو استفاده می‌کنند، اما این به این معنا نیست که پهنای باند دو یا سه برابر شده‌است، زیرا اسلات‌ها هنوز از یک گذرگاه مشترک استفاده می‌کنند. ماژول‌های عرض دوتایی و سه تایی برای قرار دادن ماژول‌های بزرگ‌تر به صورت مکانیکی و تأمین برق بیشتر استفاده می‌شوند. مشخصات مکانیکی ماژول‌ها نیز انعطاف‌پذیر است. محدودیت‌های کمی برای اتصال daughterboards (بردهای توسعه در سیستم‌های قدیمی) مانند ماژول‌های SIMM (جهت استفاده در گزینه‌های گرافیکی) وجود دارد و قطعات را می‌توان در دو طرف ماژول‌ها نصب کرد، به طوری که اجزای پایین فقط از نظر ارتفاع محدود می‌شوند تا اطمینان حاصل شود که ماژول در ماژول سیستم قرار می‌گیرد و همزمان جریان هوای کافی برای خنک سازی را حفظ می‌کند. جریان هوای 150 LFM در بالای ماژول و جریان هوای 50 LFM در زیر آن مورد نیاز است. هر اسلات دارای ۴۴ پین سیگنال است که ۳۲ عدد از آنها برای داده و آدرس دهی استفاده می‌شود.
| فرم-عامل   | عرض (میلی‌متر) | ارتفاع (میلی‌متر) | عمق (میلی‌متر) | مساحت (mm 2 |
| ---------- | ------------- | ---------------- | ------------- | ----------- |
| عرض تکی    | ۱۱۶٫۸۴        |                  | ۱۴۴٫۱۵        | ۱۶۸         |
| عرض دوتایی |               |                  |               |             |
| عرض سه‌گانه |               |                  |               |             |

### الکتریکی
اسلات کانال توربو ریل‌های برق +۵ و +۱۲ ولت را تأمین می‌کند و حداکثر توان ۲۶ وات را ارائه می‌دهد. جدول زیر نشان می‌دهد که هر ریل برق توسط چند آمپر تأمین می‌شود.
| عرض ماژول  | در بیش از ۵ ولت | در بیش از ۱۲ ولت |
| ---------- | --------------- | ---------------- |
| عرض تکی    | 4.0A            | 0.5A             |
| عرض دوتایی | 8.0A            | 1.0A             |
| عرض سه‌گانه | 12.0A           | 1.5A             |